# Hymn Demokratycznej Republiki Konga
Debout Congolais („Powstańcie Kongijczycy”) – hymn państwowy Demokratycznej Republiki Konga. Został ostatecznie przyjęty w 1997 roku i był używany także w latach 1960–1972. Słowa napisał Joseph Lutumba, a muzykę skomponował Simon-Pierre Boka Di Mpasi Londi.

## Oficjalne słowa hymnu
Debout Congolais
Unis par le sort
Unis dans l'effort pour l'indépendance
Dressons nos fronts
Longtemps courbés
Et pour de bon
Prenons
Le plus bel élan
Dans la paix
Ô Peuple ardent
Par le labeur
Nous bâtirons un pays plus beau qu'avant
Dans la paix
Citoyens,
Entonnez
L'hymne sacré de votre solidarité
Fièrement
Saluez
L'emblème d'or de votre souveraineté
Congo
Don béni, Congo
Des aïeux, Congo
Ô Pays, Congo
Bien aimé, Congo
Nous peuplerons ton sol
Et nous assurerons ta grandeur
Trente juin, Ô doux soleil
Trente juin, du trente juin
Jour sacré, sois le témoin
Jour sacré de l'immortel serment de liberté
Que nous léguons
À notre postérité
Pour toujours.